# Dimityr Kumczew
Dimityr Angełow Kumczew (bułg. Димитър Ангелов Кумчев; ur. 20 kwietnia 1980) – bułgarski zapaśnik walczący w stylu wolnym. Olimpijczyk z Rio de Janeiro 2016, gdzie zajął osiemnaste miejsce w kategorii 125 kg.
Dwunasty na mistrzostwach świata w 2011. Brązowy medalista mistrzostw Europy w 2010. Piętnasty na igrzyskach europejskich w 2015. Szósty w Pucharze Świata w 2012. Trzeci w ME juniorów w 2000 roku.